# Corridor Bruxelles-Wallonie
Le corridor Bruxelles-Wallonie (aussi couloir francophone) est un concept apparu dans la politique belge en 2008 qui propose de désenclaver la Région de Bruxelles-Capitale, majoritairement francophone, en la reliant à la Région wallonne par la création d'un corridor traversant la Région flamande.

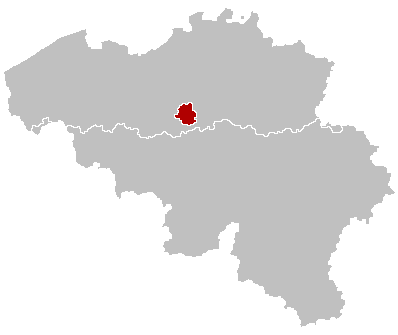
L'enclave majoritairement francophone de la Région de Bruxelles-Capitale.

La Communauté française de Belgique.

En rouge, la commune de Rhode-Saint-Genèse entre la Région de Bruxelles-Capitale et la Région wallonne.

## Le concept
La proposition de création d'un corridor Bruxelles-Wallonie émane de représentants politiques belges de langue française  et date de la mi-2008. Ce couloir consiste en une étroite bande de terrain traversant la forêt de Soignes sur le territoire de Rhode-Saint-Genèse, comprenant principalement un tronçon de la chaussée de Waterloo (la route nationale 5), qui serait transféré à la commune bruxelloise d'Uccle.
Par ce couloir la Région Bruxelles-Capitale ne serait plus enclavée dans la Province du Brabant flamand et serait connectée avec la Wallonie en cas de scission de la Belgique.
En retour, les représentants politiques flamands ont exigé un couloir à l'exclave des Fourons, un ensemble de communes faisant partie de la Province de Limbourg.
En réponse à ces demandes, le président de la N-VA Bart De Wever a comparé ce couloir aux Balkans et le scénario imaginé pour Srebrenica. Karel De Gucht a parlé d'un Haut-Karabakh sur Senne.
Au début de juin 2010, Joëlle Milquet a fait valoir qu'il est souhaitable de prévoir un lien entre Bruxelles et la Wallonie, une sorte de couloir physiquement visible. Dans un entretien avec La Libre Belgique, elle a déclaré : « Il est logique et cohérent que Bruxelles et la Wallonie aient un lien géographique, une frontière commune. Bruxelles est à 90 pour cent de langue française et la communauté n'a pas de limite homogène, ça ne va pas. ».